# Тотамонгу
Туда-Монгке, познат је и под именом Тотамонгу  и Тотамангу , је био господар Татара са запада , тј. кан Златне хорде од 1282. године све до своје смрти 1287. године. Владао је из града Сараја   на доњој Волги , тј. на реци Атхуба .
Био је праунук Бату-кана.

## Тотамонгуове територије
Тотамонгу је као кан Златне хорде владао:
- Команијом,
- Аланијом,
- Лаком,
- Менгиаром,
- Циком,
- Гутијом,
- Гацаријом,
- Русију [1].

## Односи са Русијом
Провинција Русија је тада била веома пространа област . Њени становници су хришћани православци.
Земља плаћа данак Тотамонгу, са чијим поседима долази у додир на источним границама. Унутар граница Русије, у огромним количинама сакупљало се крзно хермелина, арколина, самура, куна, лисица и других животиња из тог рода, као и много воска. Имало је неколико рудника, из којих су се добијале велике количине сребра.
Русија је необично хладна област, која се простире чак до Северног океана, где се у огромном броју хвата северни и сиви соко, и одатле односи у друге делове света .

### Начин управљања Русијом
Тотамонгу удара намет на освојене руске земље и поставља тамо управљаче, баскаке, са мањим одредима војника који имају дужност да надгледају становништво, које је преостало после Татарске најезде. Татарски чиновници су пребројавали становништво да би му наметнули порез. Једино су свештена лица била ослобођена пореза, и: уопште узев, Татари остављају православној руској цркви све њене повластице и не прогоне је.
Осим скупљања данка, они се не мешају у послове освојених области, које остављају руским кнежевима, али задржавају право да их потврђују у томе звању; зато руски кнежеви морају да одлазе у Хорду , у Сарај  и траже од Тотамонгуа  јарлик (повељу)  на кнежевину  који им даје кнежевску власт  .
Русија је потпадала под Златну Хорду као скуп вазалних кнежевина. Он није имао своје власти у Русији, али су кнежеви заступали свој народ непосредно пред Тотамонгувим повереницима (даруга) у Сарају и да сами скупљају данак (харач) на основу врло строго спроведеног пописа становништва и његове имовине. Како је текла његова владавина све је слабија била његова власт у Русији . Татари од тад нису дирали у политичку организацију Русије, већ су једним јарликом подарили једноме од руских кнежева титулу великога кнеза обавезујући га да прикупља и предаје Хорди данак свих осталих кнежева. Преостали кнежеви покоравају се такође; понекад они чак обуздавају покушаје побуне становништва, које губи стрпљење због глобљења и насиља што га врше скупљачи пореза .

#### Последице
Татарски јарам је имао као велику последицу то, да је одвојио Русију од Западне Европе. Затим, он је допринео знатно суровости и грубости народних обичаја и административне праксе. Много оријенталског ушло је преко Татара у руски живот. Позајмила је Русија, управо Москва, можда и понеку корисну црту у организацији власти, финансија, статистике, али се ова позитивна добит сасвим губи при упоређењу са големим злом, које су зла времена несумњиво донела .

### Руске земље
За време његове владавине Русијом је владала велика кнежевина Владимир је била подељена на:
- Ростовску кнежевину,
- Перејаславску кнежевину,
- Јуријевску кнежевину,
- Стародубску кнежевину,
- Суздаљска,
- Костромска,
- Московска [4],
- Тверска,
- Смољенска,
- Јарославска,
- Рјазанска,
- Њижегородска [3].

### Односи с великим кнежевима Владимира
Велики кнежеви Владимира, који су се измењивали уз различите интриге у Хорди, а понекад и уз борбе у самој Русији, нису играли неку нарочиту улогу и ни по чему се нису истакли .

## Дрман и Куделин
У браничевској области беху се осилила два бугарска великаша, браћа Дрман и Куделин. У Ждрелу на Млави, у данашњој горњечкој клисури, беху се они утврдили, одметнули од сваке власти и узнемираваху и српско и мађарско суседство. У њиховој војсци налажаху се као полупљачкаши а полунајамници људи разних народности, а понајвише Бугари, Татари и Кумани. Озлојеђени на њих Угри су почетком 1285. год. упутили против њих једну војску да их казни. Њиховом примеру следовали су мало касније и Срби. Краљ Срема, Стефан Драгутин, као непосредни сусед, покушао је сам да их казни, али им није могао учинити ништа, јер су се били одлично утврдили у иначе тешко проходном кланцу. Драгутин је, по свој прилици претрпео пораз, јер Дрман и Куделин пређоше одмах у напад против њега и заузеше му извесне крајеве. Драгутин позва свог брата и српског краља Милутина на договор у Мачковцу на Морави и замоли га за помоћ. Милутин се одазвао. Уједињена српска војска ушла је потом у Браничево, потукла и протерала пљачкаше и њихове господаре, и завладала читавом облашћу. Браничево је предато Драгутину; тада је први пут дошло под српску власт и остало у њој цело време после тога .

## Шишман
После овог пораза Дрмана и Куделина решио се видински кнез Шишман, који је можда имао неких веза с њима или полагао право на њихово подручје, да се обрачуна са Србима. Изненада, не зна се тачно које године, продро је он све до Хвосна, а намеравао је, међу осталима, да опљачка пећску архиепископију. Али ту је претрпео пораз од српске војске, која је дохрлила однекуд с југа, и морао се нагло повлачити. Срби су се дали у потеру за њим и гонили су га све до Видина. Шишман се с муком пребацио преко Дунава, док су Срби заузели видински град. Са леве обале реке послао је побеђени кнез људе, да моле краља за преговоре. Мир је склопљен на основи: да Шишман призна врховну власт српског краља, а као јемство имала је бити Шишманова женидба са кћерју једног српског велможе. Доиста, Шишман је доскора узео кћер великог жупана Драгоша, а доцније његов син Михајло Милутинову кћер Ану, коју доцније писци зову народски и Недом .

## Ногај
Ово ратовање Срба по Браничеву и видинској области доведе их у сукоб с татарским каном Ногајем. Ногај, који је имао посебну област од подручја данашње Румуније, од Железних Врата и Дунава, до иза Крима, у извесној још не утврђеној вези са Тотамонгуом у Русији, био је моћан господар и знатно је утицао на политичке прилике у земљама северног Балкана. Пред њим је побегао у Византију бугарски цар Тертерије и био замењен у власти војводом Смилцем, као новим бугарским царем под врховном влашћу Ногајевом. У суседним руским областима његова се реч слушала без поговора. Византијски цар Михајло Палеолог дао му је још 1273. год. своју једну кћер за жену. Стога је, приликом царева спремања против Срба 1282. год, његовој војсци дошао у помоћ и један већи татарски одред. Силни Ногај, који је имао раније сукоба и са Пољацима и са Угрима, био је спреман да напане и Србе, јер је он од Срба освојена подручја, нарочито видинску област, сматрао као своју домену. За тај напад он је већ покренуо и војску. Милутин, кога су обавестили о Ногајевој снази, уплаши се и понуди преговоре. Врло је вероватно, да је краљ том приликом дао обавезе, да не мисли предузимати никакве даље акције у тим областима. Као залогу за своју добру вољу упутио је Ногају као таоца свог сина Стефана са неколико друге деце из властеоских кућа .

## Смрт
На престо је дошао као млад витез, а известан веома моћан човек који се звао Толобуга, убио га је 1287. године уз помоћ другог татарског кана Ногаја. Тако се Толобуга дочепао власти уз помоћ Ногаја .